# Ogens
Ogens är en ort och kommun i distriktet Gros-de-Vaud i kantonen Vaud, Schweiz. Kommunen har 332 invånare (2023).